# NGC 4635
NGC 4635 este o emission-line galaxy⁠(d) situată în constelația Părul Berenicei. A fost descoperită în 1834 de către John Herschel. Se află la o distanță de 14,79 megaparseci de Pământ.